# Distretti del Malawi

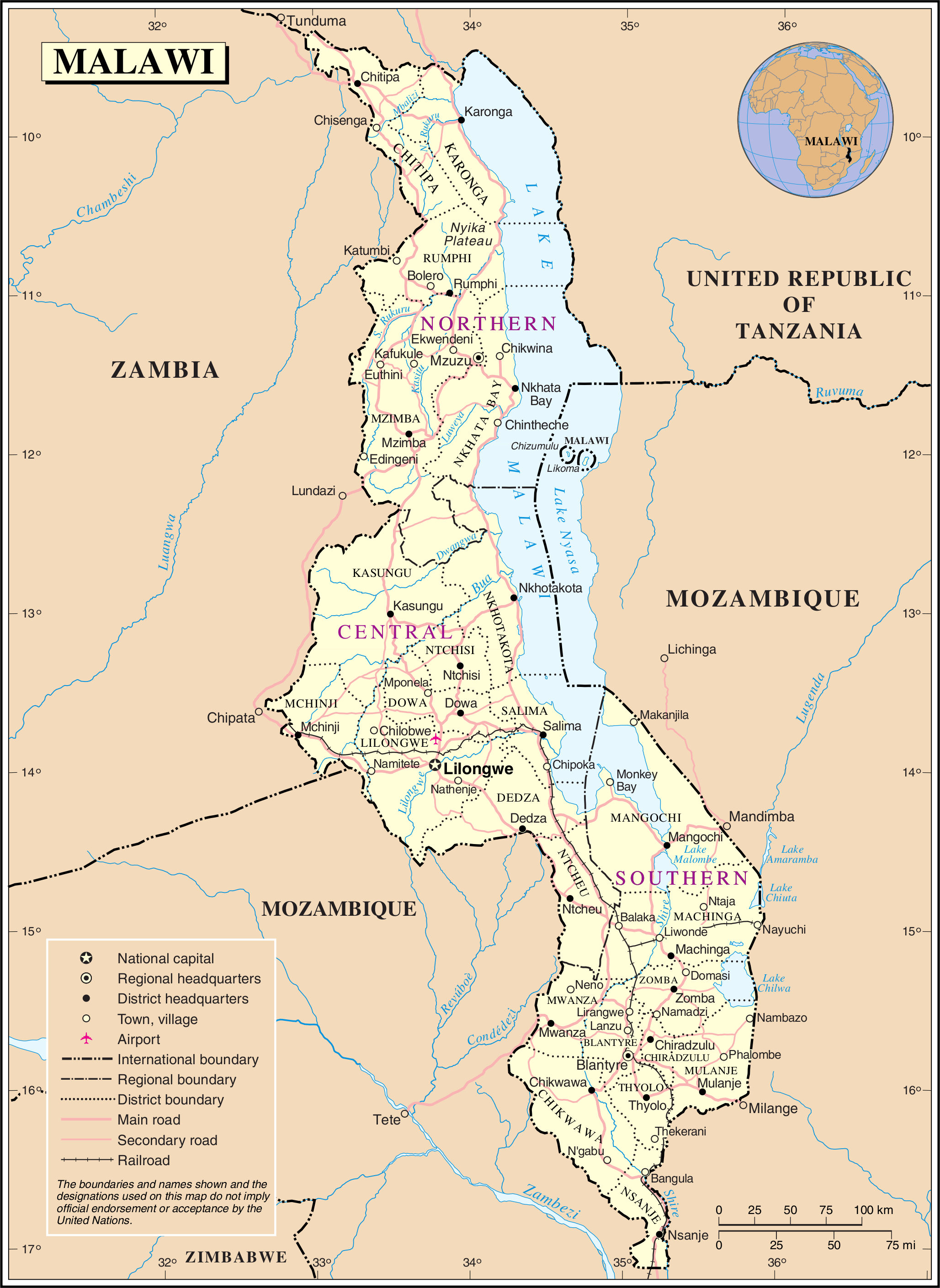
Mappa del Malawi

I distretti del Malawi (in lingua chewa Zigawo za Malawi) sono la suddivisione territoriale di secondo livello del Paese, dopo le regioni, e sono pari a 28. Ciascuno di essi si articola a sua volta in autorità tradizionali (traditional authorities, 137) e sottodivisioni (subdivisions, 68).

## Lista
Regione Centrale
| Localizzazione | Distretto               | Capoluogo  | Popolazione (2008) | Superficie (km²) |
| -------------- | ----------------------- | ---------- | ------------------ | ---------------- |
|                | Distretto di Dedza      | Dedza      | 623 789            | 3 624            |
|                | Distretto di Dowa       | Dowa       | 556 678            | 3 041            |
|                | Distretto di Kasungu    | Kasungu    | 616 085            | 7 878            |
|                | Distretto di Lilongwe   | Lilongwe   | 1 897 167          | 6 159            |
|                | Distretto di Mchinji    | Mchinji    | 456 558            | 3 356            |
|                | Distretto di Nkhotakota | Nkhotakota | 301 868            | 4 259            |
|                | Distretto di Ntcheu     | Ntcheu     | 474 464            | 3 424            |
|                | Distretto di Ntchisi    | Ntchisi    | 224 098            | 1 655            |
|                | Distretto di Salima     | Salima     | 340 327            | 2 196            |

Regione Settentrionale
| Localizzazione | Distretto               | Capoluogo  | Popolazione (2008) | Superficie (km²) |
| -------------- | ----------------------- | ---------- | ------------------ | ---------------- |
|                | Distretto di Chitipa    | Chitipa    | 179 072            | 4 288            |
|                | Distretto di Karonga    | Karonga    | 272 789            | 3 355            |
|                | Distretto di Likoma     | Likoma     | 10 445             | 18               |
|                | Distretto di Mzimba     | Mzimba     | 853 305            | 10 430           |
|                | Distretto di Nkhata Bay | Nkhata Bay | 213 779            | 4 071            |
|                | Distretto di Rumphi     | Rumphi     | 169 112            | 4 769            |

Regione Meridionale
| Localizzazione | Distretto                            | Capoluogo  | Popolazione (2008) | Superficie (km²) |
| -------------- | ------------------------------------ | ---------- | ------------------ | ---------------- |
|                | Distretto di Balaka                  | Balaka     | 316 748            | 2 193            |
|                | Distretto di Blantyre                | Blantyre   | 999 491            | 2 012            |
|                | Distretto di Chikwawa                | Chikwawa   | 438 895            | 4 755            |
|                | Distretto di Chiradzulu              | Chiradzulu | 290 946            | 767              |
|                | Distretto di Machinga                | Machinga   | 488 996            | 3 771            |
|                | Distretto di Mangochi                | Mangochi   | 803 602            | 6 273            |
|                | Distretto di Mulanje                 | Mulanje    | 525 429            | 2 056            |
|                | Distretto di Mwanza                  | Mwanza     | 94 476             | 826              |
|                | Distretto di Neno Istituito nel 2003 | Neno       | 108 897            | 1 469            |
|                | Distretto di Nsanje                  | Nsanje     | 238 089            | 1 942            |
|                | Distretto di Phalombe                | Phalombe   | 313 227            | 1 394            |
|                | Distretto di Thyolo                  | Thyolo     | 587 455            | 1 715            |
|                | Distretto di Zomba                   | Zomba      | 670 533            | 2 580            |